# 1942 en droit
Cet article présente les faits marquants de l'année 1942 en droit.

## Évènements

### Janvier
- 13 janvier, Europe : signature de la Déclaration du palais de Saint-James.